# Polystachya masayensis
Polystachya masayensis är en orkidéart som beskrevs av Heinrich Gustav Reichenbach. Polystachya masayensis ingår i släktet Polystachya och familjen orkidéer. Inga underarter finns listade i Catalogue of Life.